# Величко Олег Вікторович
Оле́г Ві́кторович Вели́чко (нар. 17 квітня 1979 — 29 липня 2016) — молодший сержант Збройних сил України, учасник російсько-української війни.

## Життєпис
Народився 1979 року в селі Бабенкове (Ізюмський район). Здобув освіту в Липчанівській ЗОШ; працював тваринником в ПСП «Дружба». Створив родину, ростили дітей; мешкав у селі Бригадирівка.
28 липня 2015 року мобілізований; молодший сержант, старший навідник 54-ї окремої механізованої бригади.
29 липня 2016-го загинув увечері поблизу смт Луганське під час виконання бойового завдання.
Похований в селі Бригадирівка, Ізюмський район.
Без Олега залишилися дружина та дві доньки.

## Нагороди та вшанування
- указом Президента України № 522/2016 від 25 листопада 2016 року «за особисту мужність і високий професіоналізм, виявлені у захисті державного суверенітету та територіальної цілісності України, вірність військовій присязі» — нагороджений орденом «За мужність» III ступеня (посмертно)[1].
- 28 лютого 2017 року на фасаді Липчанівської ЗОШ встановлено меморіальну дошку Олегові Величку.